# ALDH3B1
ALDH3B1 (англ. Aldehyde dehydrogenase 3 family member B1) – білок, який кодується однойменним геном, розташованим у людей на короткому плечі 11-ї хромосоми. Довжина поліпептидного ланцюга білка становить 468 амінокислот, а молекулярна маса — 51 840.
| 10         |  | 20         |  | 30         |  | 40         |  | 50         |
| ---------- |  | ---------- |  | ---------- |  | ---------- |  | ---------- |
| MDPLGDTLRR |  | LREAFHAGRT |  | RPAEFRAAQL |  | QGLGRFLQEN |  | KQLLHDALAQ |
| DLHKSAFESE |  | VSEVAISQGE |  | VTLALRNLRA |  | WMKDERVPKN |  | LATQLDSAFI |
| RKEPFGLVLI |  | IAPWNYPLNL |  | TLVPLVGALA |  | AGNCVVLKPS |  | EISKNVEKIL |
| AEVLPQYVDQ |  | SCFAVVLGGP |  | QETGQLLEHR |  | FDYIFFTGSP |  | RVGKIVMTAA |
| AKHLTPVTLE |  | LGGKNPCYVD |  | DNCDPQTVAN |  | RVAWFRYFNA |  | GQTCVAPDYV |
| LCSPEMQERL |  | LPALQSTITR |  | FYGDDPQSSP |  | NLGRIINQKQ |  | FQRLRALLGC |
| GRVAIGGQSD |  | ESDRYIAPTV |  | LVDVQEMEPV |  | MQEEIFGPIL |  | PIVNVQSLDE |
| AIEFINRREK |  | PLALYAFSNS |  | SQVVKRVLTQ |  | TSSGGFCGND |  | GFMHMTLASL |
| PFGGVGASGM |  | GRYHGKFSFD |  | TFSHHRACLL |  | RSPGMEKLNA |  | LRYPPQSPRR |
| LRMLLVAMEA |  | QGCSCTLL   |  |            |  |            |  |            |

A: Аланін

C: Цистеїн

D: Аспарагінова кислота

E: Глутамінова кислота

F: Фенілаланін

G: Гліцин

H: Гістидин

I: Ізолейцин

K: Лізин

L: Лейцин

M: Метіонін

N: Аспарагін

P: Пролін

Q: Глутамін

R: Аргінін

S: Серин

T: Треонін

V: Валін

W: Триптофан

Кодований геном білок за функцією належить до оксидоредуктаз. 
Задіяний у таких біологічних процесах, як ацетилювання, альтернативний сплайсинг. 
Білок має сайт для зв'язування з НАД. 
Локалізований у клітинній мембрані, мембрані.